# Ulugh Beg (cràter)

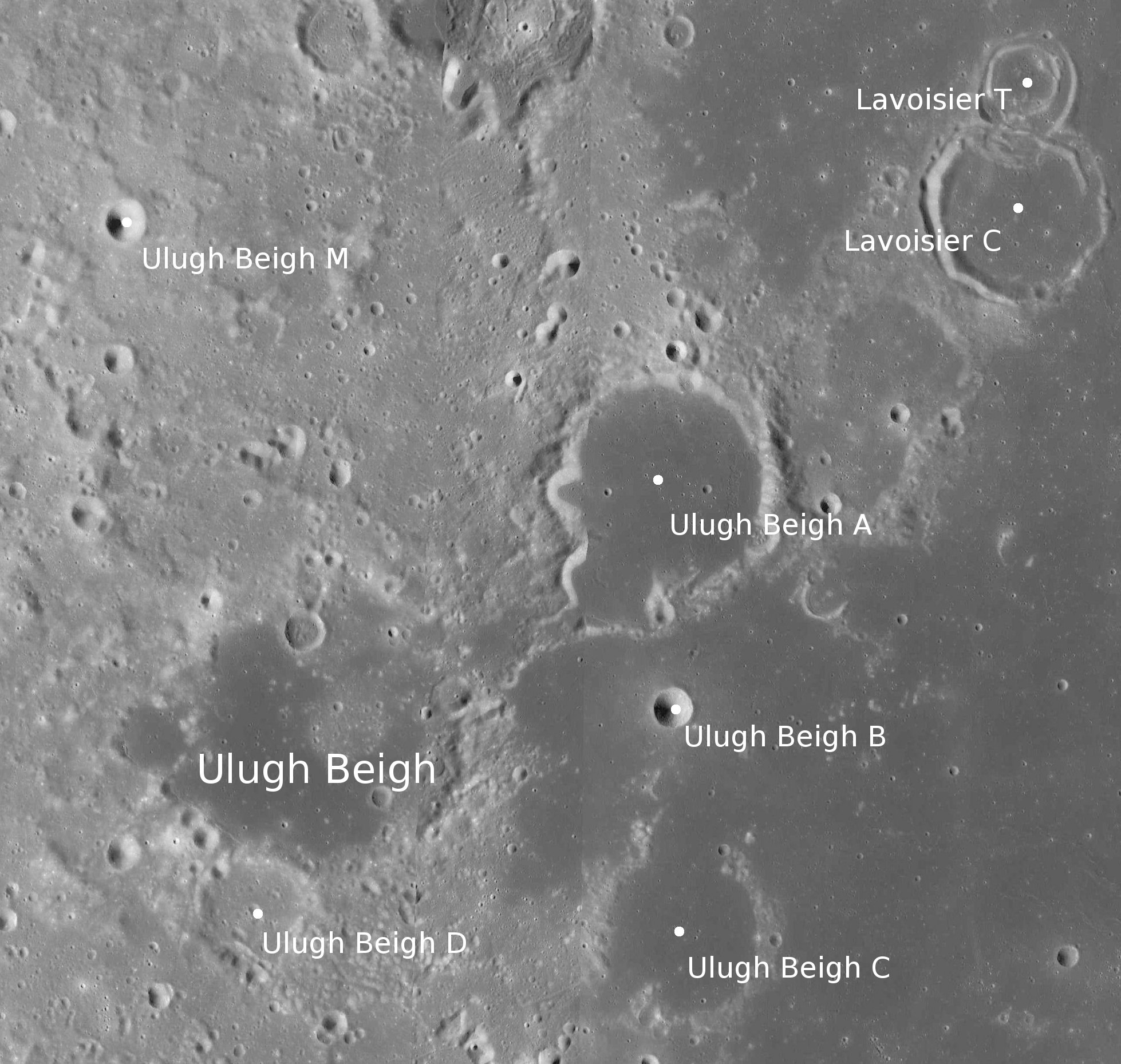
Entorn d'Ulugh Beg

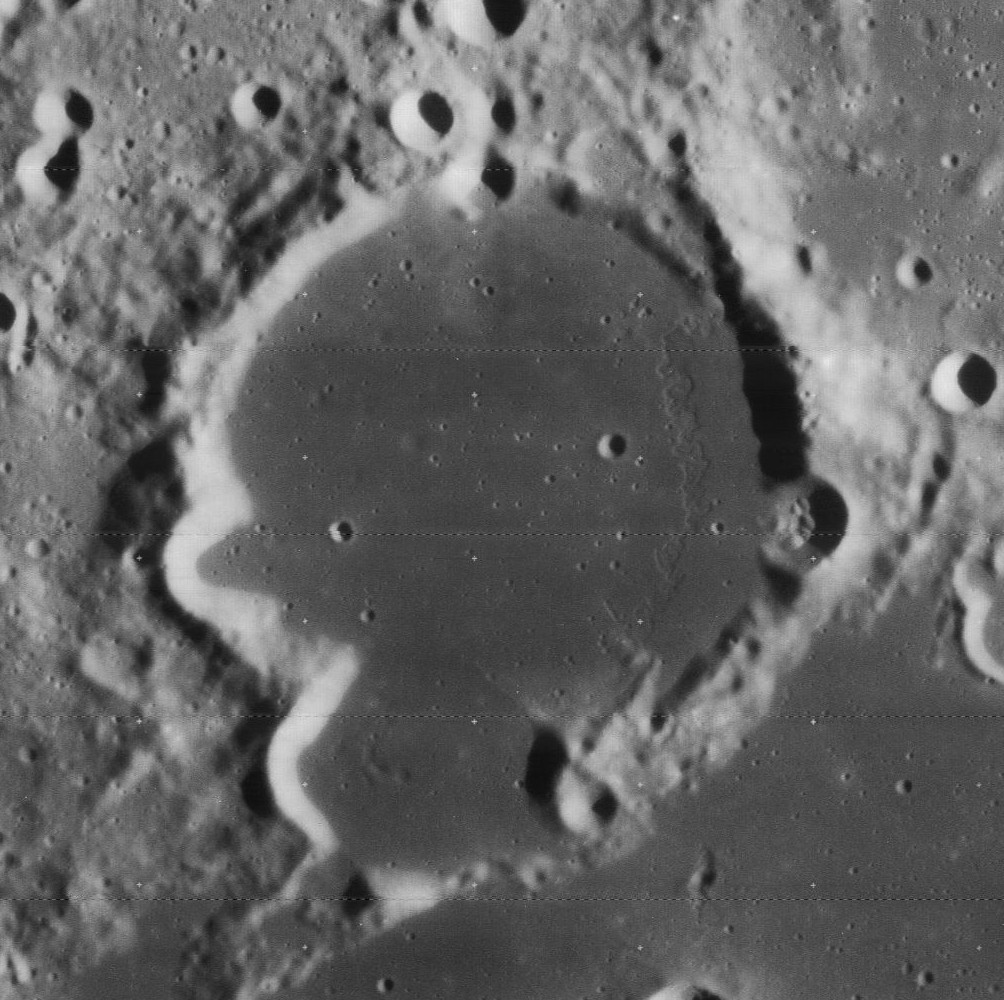
Cràter satèl·lit Ulugh Beg A

Ulugh Beg, també Ulugh Beigh, és el romanent d'un cràter d'impacte lunar que es troba just a l'oest de l'Oceanus Procellarum, prop del terminador nord-occidental. Vist des de la Terra apareix allargat per l'escorç. Més a l'oest es troba el cràter més petit Aston, i al nord apareix Lavoisier. Tots dos cràters són aproximadament equidistants d'Ulugh Beg, encara que Aston apareix molt més a prop a causa de l'angle de visió oblic.

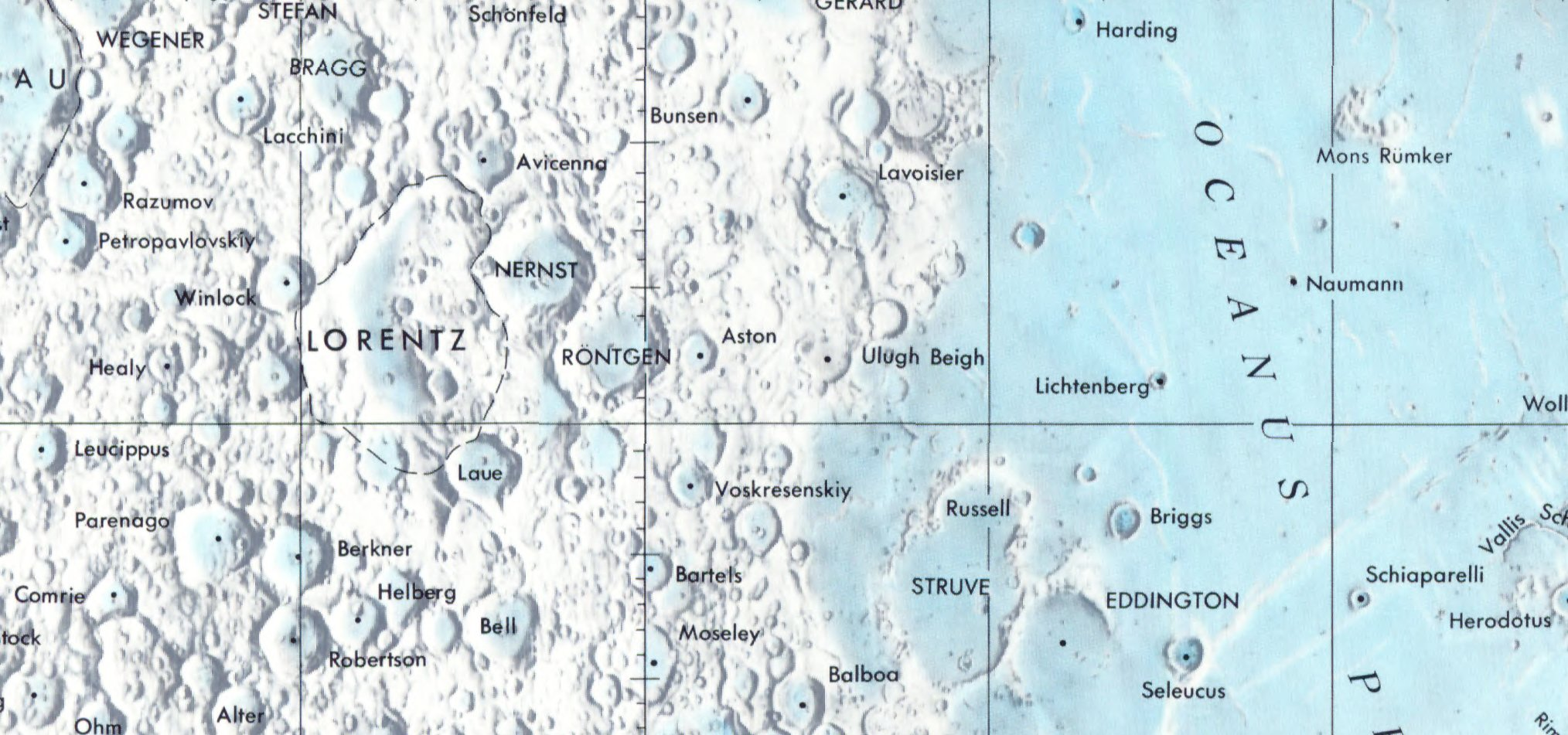
Localització d'Ulugh Beg (centre de la imatge)

La vora d'aquest cràter ha estat quasi completament desgastatda per successius impactes, deixant un perímetre desintegrat i interromput. Ulugh Beg D travessa la part sud del sòl del cràter principal. Un cràter més petit en la vora occidental comparteix la plataforma amb Ulugh Beg, el sòl interior de la qual ha estat reconstituït per la lava, deixant una superfície fosca amb la mateixa albedo que la mare veïna. La part nord del cràter té una albedo més alta que aquesta superfície fosca, igualant l'aparença del terreny a l'oest del mar lunar.
Ulugh Beg A, inundat de lava, està situat al nord-est del cràter principal, a la vora de l'Oceanus Procellarum. Aquesta és una formació combinada amb un cràter més petit que s'estén a través del bord sud-oest, compartint tots dos un sòl fosc comú.
Aquesta formació deu el seu nom al rei i científic Mīrzā Muhammad bin Shāhrukh, popularment conegut com a Uluğ Bey (en llengua txagatai: gran rei).

## Cràters satèl·lit
Per convenció aquests elements són identificats en els mapes lunars posant la lletra en el costat del punt central del cràter que està més prop d'Ulugh Beg.
|           | \| Ulugh Beg \| Coordenades \| Diàmetre \| \| --------- \| ------------------------------------ \| -------- \| \| A \| 34° 06′ N, 79° 18′ O / 34.1°N,79.3°O \| 41 km \| \| B \| 32° 48′ N, 79° 18′ O / 32.8°N,79.3°O \| 8 km \| \| C \| 31° 24′ N, 79° 06′ O / 31.4°N,79.1°O \| 31 km \| \| D \| 31° 36′ N, 82° 24′ O / 31.6°N,82.4°O \| 21 km \| \| M \| 35° 42′ N, 83° 24′ O / 35.7°N,83.4°O \| 7 km \| |          |
| Ulugh Beg | Coordenades | Diàmetre |
| A         | 34° 06′ N, 79° 18′ O / 34.1°N,79.3°O | 41 km    |
| B         | 32° 48′ N, 79° 18′ O / 32.8°N,79.3°O | 8 km     |
| C         | 31° 24′ N, 79° 06′ O / 31.4°N,79.1°O | 31 km    |
| D         | 31° 36′ N, 82° 24′ O / 31.6°N,82.4°O | 21 km    |
| M         | 35° 42′ N, 83° 24′ O / 35.7°N,83.4°O | 7 km     |